# Traveller's Tales
Traveller's Tales - британський розробник відеоігор та дочірня компанія TT Games. Traveller's Tales була заснована у 1989 році Джоном Бертоном та Енді Інграмом. Спочатку невелика компанія зосередилася на власному контенті, але потім почала створювати ігри з більшими компаніями, такими як Sega та Disney Interactive Studios. У 2004 році розробка Lego Star Wars: The Video Game розпочалася з Giant Interactive Entertainment, ексклюзивного власника прав на відеоігри Lego. Traveller's Tales купили компанію в 2005 році, і об'єдналися, створивши TT Games.

## Історія
Traveller's Tales почали розробляти ігри з розробником Psygnosis, які були найбільш відомими через створення 3D-ефектів. Їхньою першою грою став Leander, також відомий як The Legend of Galahad.  За допомогою Psygnosis вони розробили адаптації відеоігор Bracu Stoker's Dracula, а також інші оригінальні ігри на зразок Puggsy. Завдяки домовленості між Psygnosis, Sony Imagesoft та Disney Interactive Studios, Traveller's Tales ствоила кілька ігор, заснованих на правах власності Disney, наприклад, гра Mickey Mania: The Timeless Adventures of Mickey Mouse та інші ігри, засновані на фільмах Pixar, наприклад Toy Story.
Traveller's Tales почали розробляти ігри з Psygnosis, які були найбільш відомими через створення 3D-ефектів. Їх першою грою став Leander, також відома як The Legend of Galahad. За допомогою Psygnosis вони створили адаптацію відеоігор Bracu Stoker's Dracula, а також інші оригінальні проекти на зразок Puggsy.  Завдяки домовленості між Psygnosis, Sony Imagesoft та Disney Interactive Studios, Traveller's Tales створює кілька ігор, заснованих на правах власності Disney, наприклад, гра Mickey Mania: The Timeless Adventures of Mickey Mouse та інші ігри.
Однак Traveller's Tales стали відомими у 90-х та на початку 2000-х завдяки їх другій співпраці з Sega для розробки ігор, заснованих на франшизі Sonic The Hedgehog, в результаті чого вийшли ігри Sonic 3D Blast та Sonic R, які були створені в спільними зусиллями з Sega.
Також вони розробили Lego Star Wars: The Video Game. Крім ігор Lego, їхні проекти включають франшизу Crash Bandicoot, The Chronicles of Narnia, World Rally Championship і F1 Grand Prix для PlayStation Portable.
Компанія була придбана Warner Bros. Interactive Entertainment 8 листопада 2007 року, але продовжувала працювати самостійно над розробкою Lego Batman: The Videogame, яка була випущена у вересні 2008 року. Після цього вони продовжили роботу над такими проектами, як Lego Indiana Jones 2: The Adventure Continues, Lego Harry Potter: Years 5–7, Lego The Lord of the Rings, Lego Batman 2: DC Super Heroes і Lego Marvel Super Heroes. Під час Star Wars Celebration IV було також оголошено, що гра Lego Star Wars в розробці, хоча зображення гри та дата випуску не були оголошені.
Компанія також випустила ігри, засновані на правах власності Lego, таких як трилогія ігор Lego, заснована на всесвіті Chima і Lego City Undercover, перша гра Lego, яку випустила Nintendo для Wii U. Відеогра Lego Movie була випущена 7 лютого 2014 року разом із Lego Фільм.
Traveller's Tales виграли дві премії BAFTA, одну за геймплей Lego Star Wars II та одну за дитячу відеогру року – Lego Batman: The Videogame.

## Ігри
| Рік  | Назва                                                          | Видавець                                          |
| ---- | -------------------------------------------------------------- | ------------------------------------------------- |
| 1991 | Leander                                                        | Psygnosis                                         |
| 1993 | Bram Stoker's Dracula                                          | Sony Imagesoft                                    |
| 1993 | Puggsy                                                         | Psygnosis                                         |
| 1994 | Mickey Mania: The Timeless Adventures of Mickey Mouse          | Sony Imagesoft/Sony Computer Entertainment Europe |
| 1995 | Toy Story                                                      | Disney Interactive                                |
| 1996 | Sonic 3D Blast                                                 | Sega                                              |
| 1997 | Sonic R                                                        | Sega                                              |
| 1998 | Rascal                                                         | Psygnosis                                         |
| 1998 | A Bug's Life                                                   | Sony Computer Entertainment/Activision            |
| 1999 | Toy Story 2: Buzz Lightyear to the Rescue                      | Activision                                        |
| 2000 | Muppet RaceMania                                               | Midway Games/Sony Computer Entertainment Europe   |
| 2000 | Buzz Lightyear of Star Command                                 | Activision                                        |
| 2001 | Toy Story Racer                                                | Activision                                        |
| 2001 | Weakest Link                                                   | Activision                                        |
| 2001 | Crash Bandicoot: The Wrath of Cortex                           | Vivendi Universal Games                           |
| 2002 | Haven: Call of the King                                        | Midway Games                                      |
| 2003 | Finding Nemo                                                   | THQ                                               |
| 2004 | Crash Twinsanity                                               | Vivendi Universal Games                           |
| 2005 | Lego Star Wars: The Video Game                                 | Eidos Interactive/Giant Interactive Entertainment |
| 2005 | F1 Grand Prix                                                  | Sony Computer Entertainment                       |
| 2005 | The Chronicles of Narnia: The Lion, the Witch and the Wardrobe | Buena Vista Games                                 |
| 2005 | World Rally Championship                                       | Sony Computer Entertainment                       |
| 2006 | Super Monkey Ball Adventure                                    | Sega                                              |
| 2006 | Lego Star Wars II: The Original Trilogy                        | LucasArts                                         |
| 2006 | Bionicle Heroes                                                | Eidos Interactive                                 |
| 2007 | Transformers: The Game                                         | Activision                                        |
| 2007 | Lego Star Wars: The Complete Saga                              | LucasArts                                         |
| 2008 | Lego Indiana Jones: The Original Adventures                    | LucasArts                                         |
| 2008 | Lego Batman: The Videogame                                     | Warner Bros. Interactive Entertainment            |
| 2008 | The Chronicles of Narnia: Prince Caspian                       | Disney Interactive Studios                        |
| 2009 | Lego Indiana Jones 2: The Adventure Continues                  | LucasArts                                         |
| 2010 | Lego Harry Potter: Years 1–4                                   | Warner Bros. Interactive Entertainment            |
| 2011 | Lego Star Wars III: The Clone Wars                             | LucasArts                                         |
| 2011 | Lego Pirates of the Caribbean: The Video Game                  | Disney Interactive Studios                        |
| 2011 | Lego Harry Potter: Years 5–7                                   | Warner Bros. Interactive Entertainment            |
| 2012 | Lego Batman 2: DC Super Heroes                                 | Warner Bros. Interactive Entertainment            |
| 2012 | Lego The Lord of the Rings                                     | Warner Bros. Interactive Entertainment            |
| 2013 | Lego Marvel Super Heroes                                       | Warner Bros. Interactive Entertainment            |
| 2014 | Lego The Hobbit                                                | Warner Bros. Interactive Entertainment            |
| 2014 | Lego Batman 3: Beyond Gotham                                   | Warner Bros. Interactive Entertainment            |
| 2015 | Lego Dimensions                                                | Warner Bros. Interactive Entertainment            |
| 2016 | Lego Marvel's Avengers                                         | Warner Bros. Interactive Entertainment            |
| 2017 | Lego Worlds                                                    | Warner Bros. Interactive Entertainment            |
| 2017 | Lego Marvel Super Heroes 2                                     | Warner Bros. Interactive Entertainment            |
| 2018 | Lego DC Super-Villains                                         | Warner Bros. Interactive Entertainment            |
| 2019 | The Lego Movie 2 Videogame                                     | Warner Bros. Interactive Entertainment            |
| 2020 | Lego Star Wars: The Skywalker Saga                             | Warner Bros. Interactive Entertainment            |